# 阿部正豊
阿部 正豊（あべ まさとよ）は、戦国時代の武士。松平氏の家臣。
三河松平氏の家臣・阿部定吉の嫡男として誕生。
天文4年（1535年）、尾張侵攻の為、守山に進撃していた松平清康に従軍していたが、その最中、父・阿部定吉が織田信秀に内通して謀反を企んでいるという噂が上がった。
清康から粛清される懸念を定吉から聞かされた正豊は、二心なき旨を記した清康宛ての誓紙を渡された。その翌日、本陣で馬が嘶く音を聞いた正豊は清康が父を成敗したと勘違いし、本陣にいる清康を斬り殺害した。正豊は本陣にいた植村氏明に即座に斬殺された（守山崩れ）。この騒動において父・定吉は自害しようとするが静止され、混乱のなかで岡崎城から追放された清康の嫡男・松平広忠と共に伊勢国へ逃亡した。
なお、異説として、明治35年（1902年）、当時の地方官吏の村岡素一郎は、家康にゆかりが深い土地に派遣されたため、歴史家ではないが資料を調べ、著書『史疑徳川家康事蹟』において、森山崩れの逸話は後年に徳川氏が作ったものとし、正豊が斬ったのは清康の孫・松平元康（松平家康）であり、しかもそれは永禄3年（1560年）12月5日の事であり、それ以後の徳川家康は世良田二郎三郎元信という影武者とする説を提示している。
一方、近年、歴史学者の村岡幹生は阿部定吉が謀反を企んだのは事実として、清康は討ったものの正豊も討たれたため、定吉は直ちに脱出して岡崎にいた同調者と共に広忠を連れ出して伊勢国へ逃亡したとする説を唱えている。ただし、定吉が内通していたのは織田氏ではなく、実際に定吉を支援して広忠の岡崎復帰を助けた今川氏であったとしている。